# Долженовка
Долженовка — деревня в Абанском районе Красноярского края России. Входит в состав Заозерновского сельсовета.

## География
Деревня находится в юго-восточной части Красноярского края, к северу от реки Верхний Шигашет, на расстоянии примерно 8 км (по прямой) к западу от посёлка Абан, административного центра района. Абсолютная высота — 250 м над уровнем моря.

## История
Деревня Долженкова основана в 1913 году. По данным 1929 года в деревне имелось 53 хозяйства и проживало 333 человека (в основном — мордовцы). В административном отношении входила в состав Заозерновского сельсовета Абанского района Канского округа Сибирского края.

## Население
| 1926 | 1989 | 2002 | 2010 |
| ---- | ---- | ---- | ---- |
| 333  | ↘185 | ↘150 | ↘73  |

### Гендерный состав
По данным переписи населения 2010 года, в деревне проживало 73 человека (34 мужчины и 39 женщин).

### Национальный состав
Согласно результатам переписи 2002 года, в национальной структуре населения русские составляли 51 % из 150 чел.

## Улицы
Уличная сеть деревни состоит из двух улиц (Будённого и Лесная).